# Ferdinand Schneider (Chemiker)
Ferdinand Gottlieb Schneider (* 18. Juni 1911 in Backnang; † 11. Mai 1984 in Pura, Kanton Tessin) war ein deutscher Chemiker. Er prägte die Entwicklung der Zuckertechnologie in Deutschland maßgeblich.

## Leben
Ferdinand Schneider, Sohn eines Lederfabrikanten, legte 1929 in Schwäbisch Hall das Abitur ab. Im Anschluss daran studierte Schneider Chemie an den Universitäten Tübingen, Freiburg, Dresden und München, wo er 1934 zum Dr. phil. promoviert wurde. Während des Studiums trat er der Studentenverbindung Landsmannschaft Schottland bei. Ab 1935 war Schneider Assistent am Dresdner Kaiser-Wilhelm-Institut für Lederforschung. Von 1937 bis 1944 war er Abteilungsleiter an dem Kaiser-Wilhelm-Institut und seit 1941 als Dozent für organische Chemie an der Technischen Hochschule Dresden tätig. 1944 kam er als Dozent an die TU Danzig. 1945 wurde er Leiter eines Forschungsinstituts für Organische Chemie. Ab 1946 lehrte Schneider zunächst als Privatdozent und seit 1949 bis zu seiner Emeritierung 1970 als Ordinarius an der TU Braunschweig. Des Weiteren war er Direktor des Instituts für landwirtschaftliche Technologie und Zuckerindustrie an der TU Braunschweig. Neben seiner Tätigkeit an der Universität war Schneider in verschiedenen Forschungsvereinigungen aktiv, beispielsweise von 1964 bis 1966 als Präsident des Wissenschaftsrates der Arbeitsgemeinschaft industrieller Forschungsvereinigungen. Die Commission Internationale Technique de Sucrerie, die bedeutendste internationale wissenschaftliche Organisation auf dem Gebiet der Zuckertechnologie, wählte Schneider 1971 zum Präsidenten des Wissenschaftlichen Komitees.

## Auszeichnungen
- 1963 Oskar-von-Miller-Plakette

## Werke
- Enzymatischer und chemischer Abbau von Peptiden als Beitrag zur Strukturaufklärung der Proteine. (Dissertation), München 1934.
- Technologie des Zuckers. Schaper, 1968.
- mit Erich Reinefeld u. a.: Analytische Betriebskontrolle der Zuckerindustrie. Teil A: Grundlagen der Analysenmethoden. Teil B: Vorschriften für die Betriebskontrolle. Bartens, 1983, ISBN 978-3-870-40019-4.